# Конюшенко Андрій Вікторович
Андрій Вікторович Конюшенко (нар. 2 квітня 1977, Київ) — колишній український футболіст, захисник.

## Життєпис
Конюшенко почав займатися футболом у Києві. Його першою професійною командою була «Нива-Космос» з міста Миронівка Київської області, після якої грав за київську «Оболонь». У 1998 році підписав контракт із запорізьким «Металургом», який виступав у вищій лізі України. У лютому 2001 року перейшов в донецький «Шахтар», дебютував 11 березня в матчі з «Ворсклою». У складі «Шахтаря» взяв участь в двох матчах Ліги чемпіонів УЄФА в сезоні 2001/02 років. У березні 2003 року був відданий в оренду до луцької «Волині» на півроку. Півфіналіст Кубку України сезону 2002/03 років.
Влітку 2003 року Андрій Конюшенко перейшов в маріупольський «Іллічівець», в складі якого зіграв 2 матчі в кубку УЄФА в сезоні 2004/05 років. У сезоні 2007/08 років виступав за луганську «Зорю». Влітку 2008 року перейшов до харківського «Металіста» на правах вільного агента і взяв собі другий номер, який раніше належав півзахисникові, який не проходив до основного складу, Роману Бутенко. Другу половину сезону 2012/2013 років провів у «Полтаві» після чого контракт з футболістом був розірваний.

## Досягнення
- Вища ліга чемпіонату України
  -  Чемпіон (1): 2001/02

- Кубок України
  -  Володар (1): 2001/02